# Тринген
Тринген (нем. Triengen) — коммуна в Швейцарии, в кантоне Люцерн.
Входит в состав избирательного округа Зурзе (до 2012 года входила в состав управленческого округа Зурзе).
Официальный код — 1104.
На 31 декабря 2006 года население составляло 3535 человек.
1 января 2009 года в состав коммуны Тринген вошла бывшая коммуна Виникон.